# Commission des crimes de guerre des Nations unies

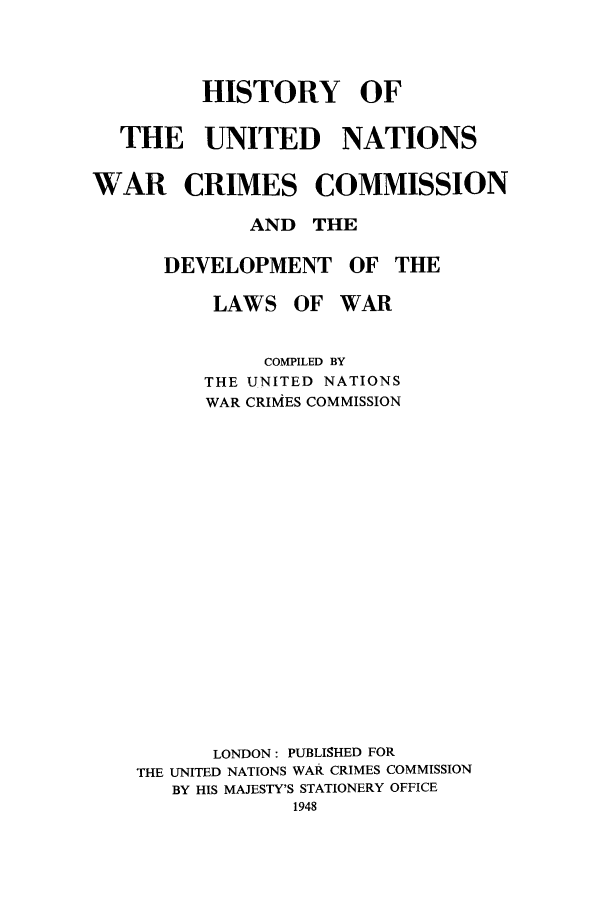
Couverture de "History of the United Nations War Crimes Commission"

La Commission des crimes de guerre des Nations unies, appelée initialement « Commission d'enquête des Nations unies sur les crimes de guerre », est un ancien organe des Nations unies. Sa création a été suggérée le 8 août 1942 par les gouvernements américains et britanniques, à la suite de la déclaration du palais de Saint-James. Elle fut chargée d’enquêter sur les crimes de guerre de l'Allemagne et de ses alliés durant la Seconde Guerre mondiale. Sa première réunion date du 20 octobre 1943.

## Ses membres
Elle comprend dix-sept nations, toutes engagées dans la lutte contre l’Allemagne et ses alliés :
 Afrique du Sud
 Australie
 Belgique
 Canada
 République de Chine
 États-Unis
 France libre (représentant : professeur André Gros)
 Royaume de Grèce
 Luxembourg
 Norvège
 Nouvelle-Zélande
 Pays-Bas
 État polonais clandestin
 Raj britannique
 Royaume-Uni
 Tchécoslovaquie
 Royaume de Yougoslavie

## Ses moyens
Cette commission est supposée enquêter sur les crimes de guerre, mais n’a aucun moyen propre. Sa faiblesse est d’autant plus grande que huit gouvernements en exil y participent, et rien ne prouve qu’ils auront les moyens d’engager les poursuites pour les exactions relevées. La commission doit se contenter d’enregistrer les différents cas de crimes et de criminels de guerre que ces divers gouvernements lui transmettent. De plus, la « déclaration de Moscou », signée le 30 octobre 1943 entre Cordell Hull, Anthony Eden et Molotov, lui ôte la possibilité de juger les criminels qui auront commis leurs actes dans plusieurs pays.

## Ses résultats
En mars 1944, son président, Sir Cecil Hurst, britannique, déclare n’avoir des preuves réelles de crimes que pour une demi-douzaine de cas. Les preuves du massacre des juifs en Pologne, notamment, ne seront dévoilées par le gouvernement britannique qu’au moment de la préparation du procès de Nuremberg. La commission n’en entendra pas parler avant. 
Jusqu’au printemps 1945, les membres de la commission se pencheront surtout sur les questions juridiques. Ils se posent des questions de principe et réfléchissent aux procédures de jugement, ce qui sera une aide précieuse pour les juristes préparant le procès de Nuremberg. Mis à part cette préréflexion, les résultats de la commission seront très minces.
En mars 1945 fut créé le CROWCASS, chargé d'établir une liste des suspects. Le Dr Ecer, membre de la Commission, déclara que celle-ci n'avait pas eu connaissance ni de la création ni du travail de cet organisme qui avait relevé notamment les noms de Joseph Mengele, Klaus Barbie ou du flamand Robert Jan Verbelen.  
La commission fut dissoute en 1949 ; son président était alors Robert Alderson Wright, pair du Royaume-Uni.